# Пътешествието на Нати Ган
„Пътешествието на Нати Ган“ (на английски: The Journey of Natty Gann) е американски приключенски филм от 1985 г. на режисьора Джеръми Каган, сценарият е на Джийн Розънберг, продуциран е от „Уолт Дисни Пикчърс“ и е разпространен от „Буена Виста Дистрибюшън“. Във филма участват Мередит Селинджър, Джон Кюсак, Лейни Казан и Рей Уайз.